# Puyang (Kreis)
Puyang (chinesisch 濮阳县, Pinyin Púyáng Xiàn) ist ein Kreis der bezirksfreien Stadt Puyang in der chinesischen Provinz Henan. Er hat eine Fläche von 1.382 Quadratkilometern und zählt 980.200 Einwohner (Stand: Ende 2018). Sein Hauptort ist die Großgemeinde Chengguan (城关镇).

## Administrative Gliederung
Auf Gemeindeebene setzt sich der Kreis aus sechs Großgemeinden und vierzehn Gemeinden zusammen. 